# Офаржи
Офаржи (фр. Auffargis) насеље је и општина у Француској у региону Париски регион, у департману Ивлен која припада префектури Рамбује.
По подацима из 2011. године у општини је живело 1991 становника, а густина насељености је износила 116,16 становника/km². Општина се простире на површини од 17,14 km². Налази се на средњој надморској висини од 150 метара (максималној 177 m, а минималној 120 m).

## Демографија
| 1962. | 1968. | 1975. | 1982. | 1990. | 1999. | 2011. |
| ----- | ----- | ----- | ----- | ----- | ----- | ----- |
| 622   | 750   | 1.544 | 1.729 | 1.925 | 1.859 | 1.991 |

График промене броја становника у току последњих година